# Galicia

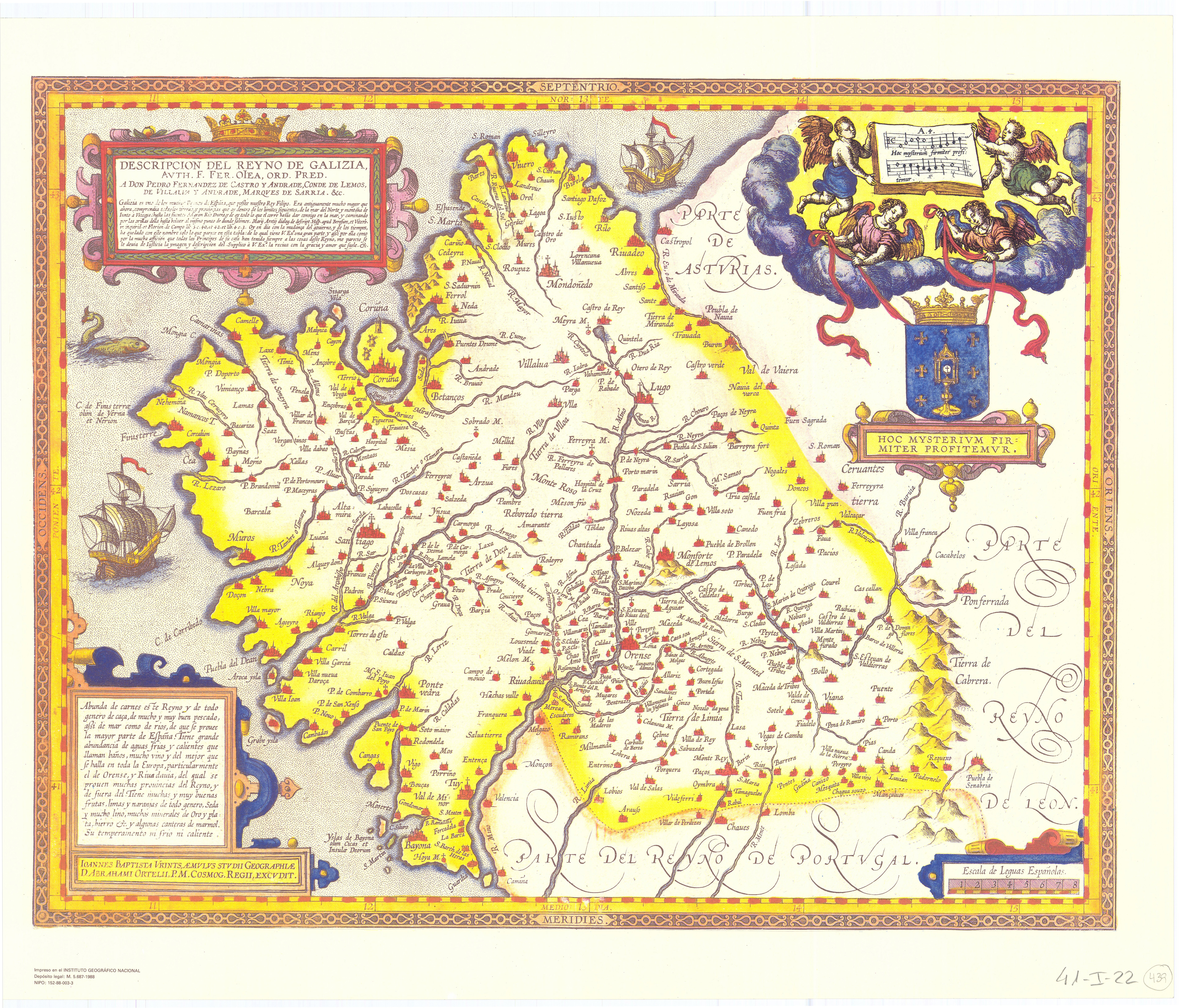
Galicia 1603-ban

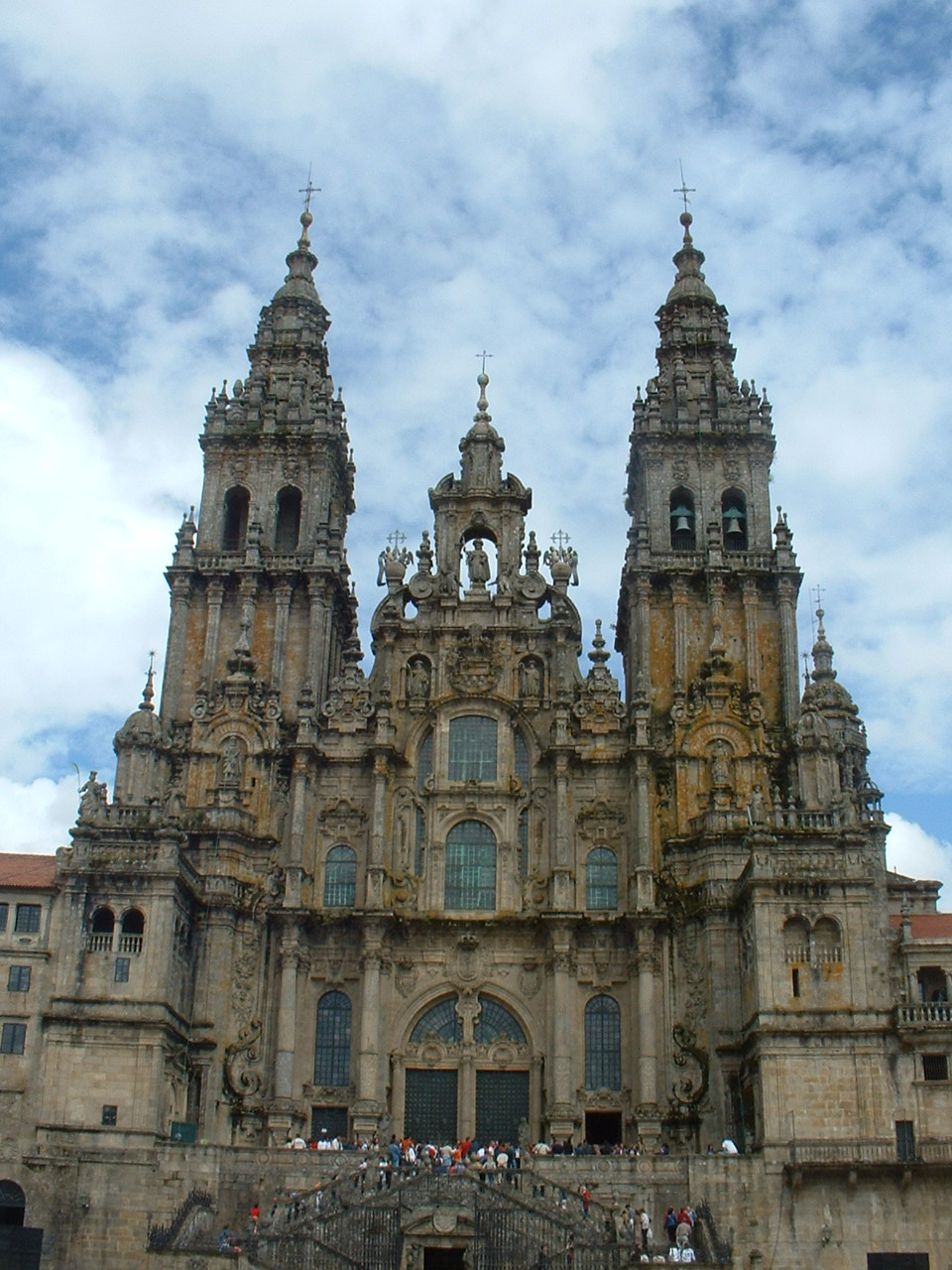
Santiago de Compostela

Galicia (spanyolul és galiciai nyelven Galicia, régi galiciai [óportugál] nyelven Galiza) Spanyolország egyik történelmi régiója, 1980-tól autonóm közösség. Fővárosa Santiago de Compostela. A helyiek nyelvét galiciai nyelvnek hívják, és az autonóm közösségben a spanyol mellett hivatalos nyelv. Az archaikus vonásokat őrző galiciai nyelv a középkori portugállal rokon: nyelvtana és szókincse portugál, hangtanilag azonban a spanyolhoz áll közelebb.

## Földrajzi helyzete

Galicia domborzati térképe

Spanyolország északnyugati részén, Portugália határától északra, Asztúriától és Kasztília és Leóntól nyugatra helyezkedik el.

## Közigazgatása

### Tartományai
Az autonóm közösség 4 tartománya (provincias):
- A Coruña (Provincia da Coruña)
- Lugo (Provincia de Lugo)
- Ourense (Provincia de Ourense)
- Pontevedra (Provincia de Pontevedra)

### Járásai
Az 53 járás (comarcas) provinciánként:

#### A Coruña tartomány járásai
| A Coruña tartomány járásai (Comarcas da provincia de A Coruña)       |                                                     |                                                                            |
| - A Barbanza - A Barcala - A Coruña - Arzúa - Bergantiños - Betanzos | - Ferrol - Fisterra - Muros - Noia - O Eume - O Sar | - Ordes - Ortegal - Santiago - Terra de Melide - Terra de Soneira - Xallas |

#### Lugo tartomány járásai
| Lugo tartomány járásai (Comarcas da provincia de Lugo)                                |                                        |                                                 |
| - A Fonsagrada - A Mariña Central - A Mariña Occidental - A Mariña Oriental - A Ulloa | - Chantada - Lugo - Os Ancares - Meira | - Quiroga - Sarria - Terra Chá - Terra de Lemos |

#### Ourense tartomány járásai
| Ourense tartomány járásai (Comarcas da provincia de Ourense) |                                                               |                                                |
| - A Baixa Limia - A Limia - Allariz – Maceda - O Carballiño  | - Ourense - O Ribeiro - Terra de Caldelas - Terra de Celanova | - Terra de Trives - Valdeorras - Verín - Viana |

#### Pontevedra tartomány járásai
| Pontevedra tartomány járásai (Comarcas da provincia de Pontevedra) |                                   |                                                |
| - A Paradanta - Caldas - O Baixo Miño - O Condado                  | - O Deza - O Morrazo - Pontevedra | - O Salnés - Tabeirós – Terra de Montes - Vigo |

## Népessége
Legnépesebb települések:
- Vigo – (293 255).
- A Coruña – (243 320).
- Ourense – (108 137).
- Lugo – (97 635).

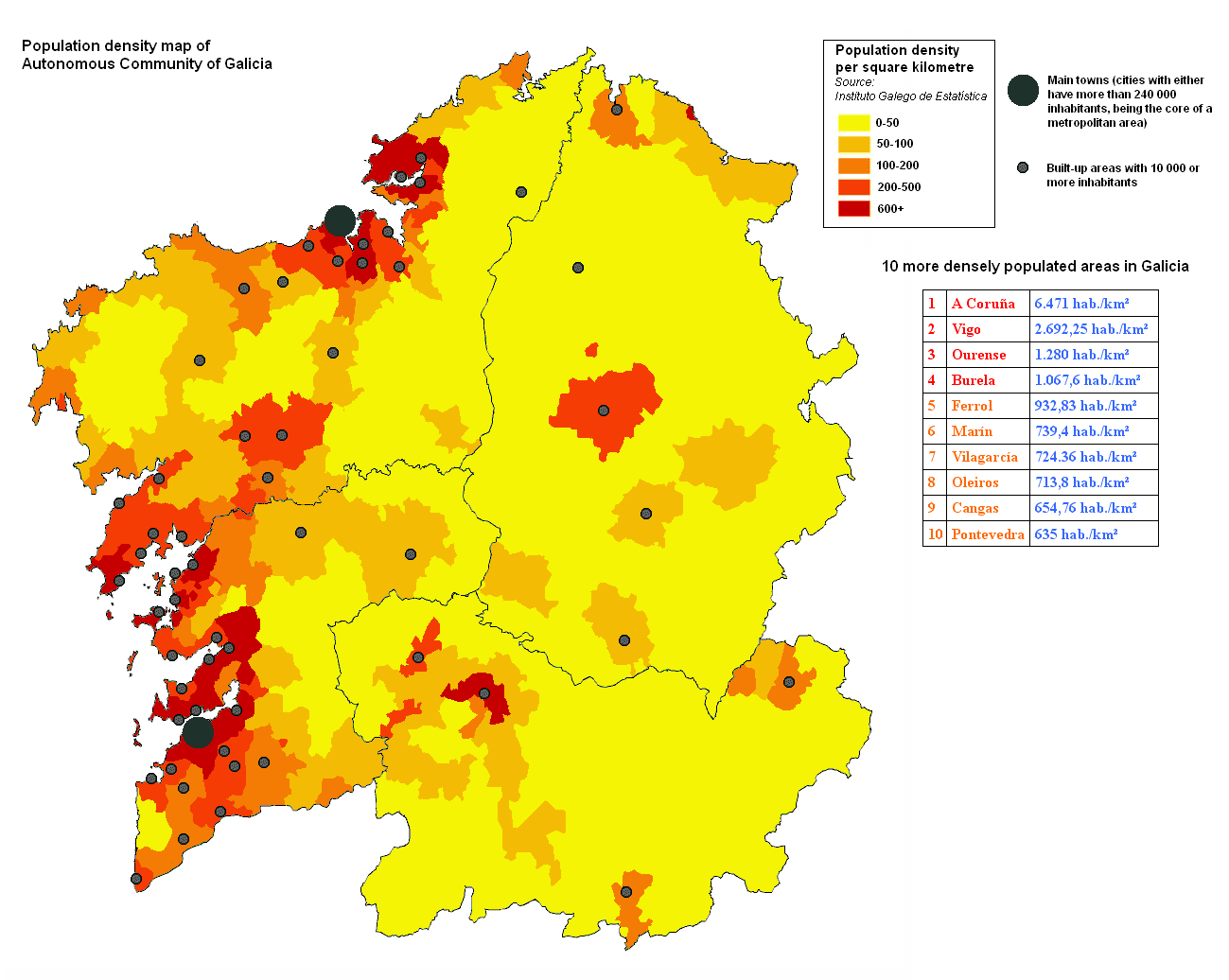
Galicia népsűrűsége

- Santiago de Compostela – (93 458).
- Pontevedra – (80 096).
- Ferrol – (76 399).
- Vilagarcía de Arousa – (36 519).
- Narón – (35 664).
- Oleiros – (31 264).
- Redondela – (30 029).
- Carballo – (29 985).
- Ribeira – (27 053).
- Arteixo – (26 739).
- Culleredo – (26 547).
- Marín – (26 190).
- Cangas de Morrazo – (25 202).
- Lalín -(21 321).

Forrás: INE Instituto Nacional de Estadística de España (01-01-2006)

## Történelme
Galicia volt az Ibériai-félszigeten az egyik első, a Római Birodalom bukása után a népvándorlásból felemelkedett királyság. A Galiciai Királyságot a szvébek alapították, majd 585-től a vizigótok uralták a területet.
A vizigót királyság bukása után a mórok szállták meg; tőlük a mór helyőrségek lázadását kihasználva I. (Katolikus) Alfonz asztúriai király foglalta vissza, és ettől fogva az Asztúriai Királyság, majd annak jogutódja, León része lett. Déli területeiből III. (Nagy) Alfonz király 868-ban hozta létre a mai Portugália elődjét, az első portugál grófságot.
1037-ben a tamaróni csata után a Leóni Királyság és vele Galicia gyakorlatilag Kasztília részévé vált; Portugáliát pedig 1139-ben I. (Alapító) Alfonz független királysággá tette.

## Gazdasága

### Mezőgazdaság

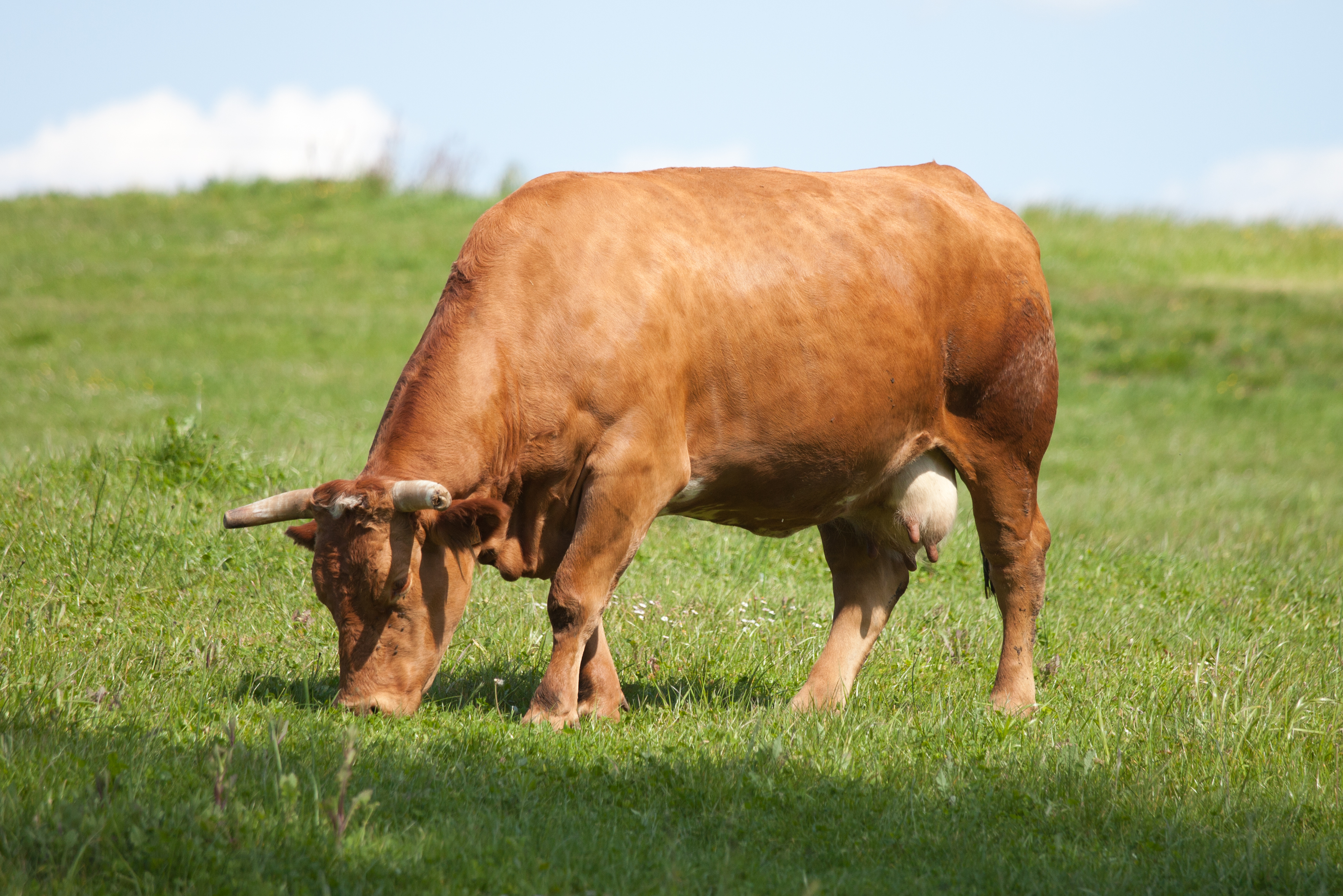
Galiciai szőke szarvasmarha

Innen származik a világszerte kedvelt galiciai szőke húsmarha.

## Nevezetességei

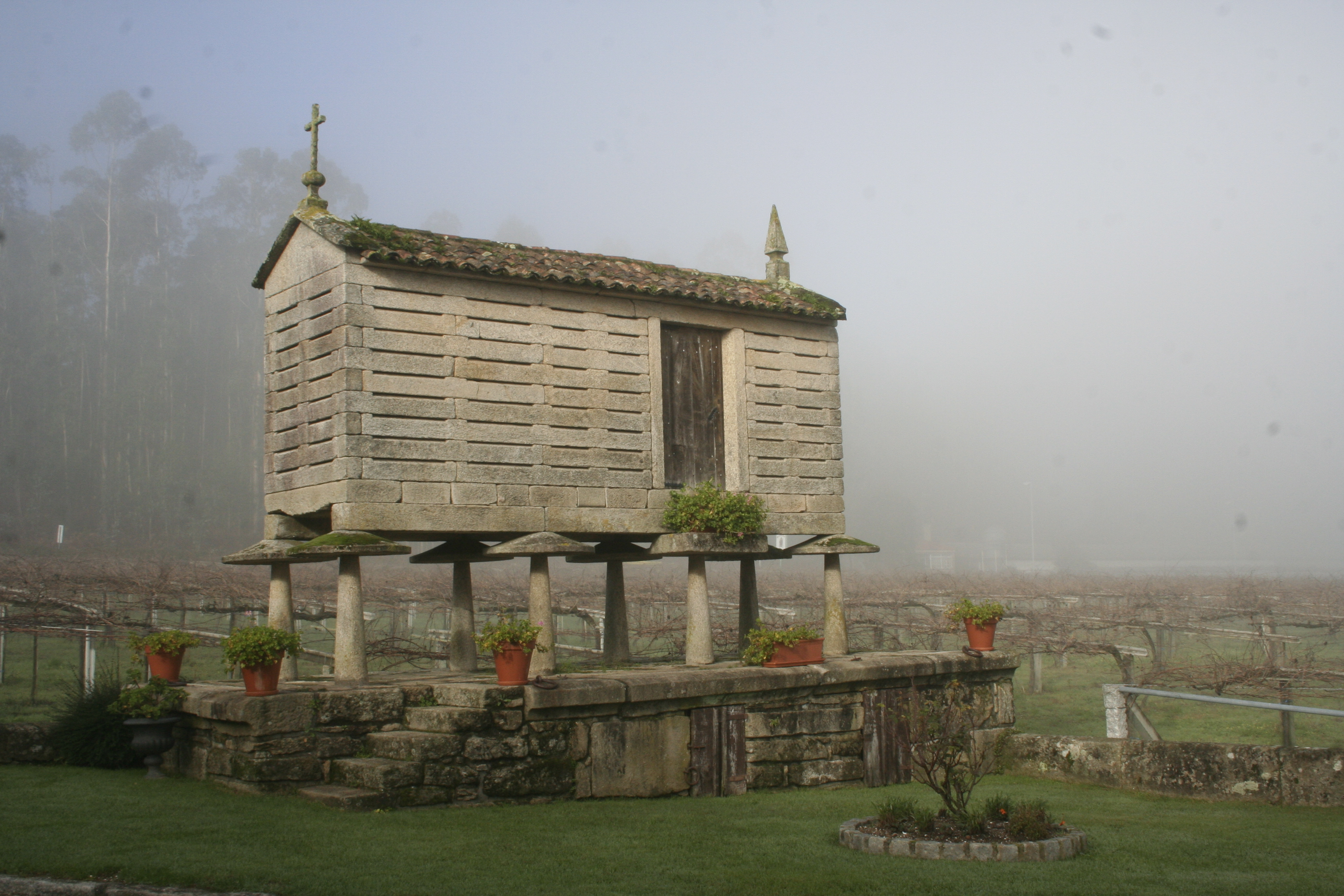
Egy galiciai típusú hórreo Vilanova de Arousa községben

Jellegzetességei a főként a 19. században és a 20. század elején épült, leggyakrabban lábakon álló gabonatárolók, az hórreók. Régen szinte minden házhoz tartozott egy, de még így is látható néhány ezer.